# Phelps City (Missouri)
Phelps City  è una località degli Stati Uniti d'America, nella contea di Atchison, nello Stato del Missouri.

## Geografia fisica
La comunità si trova a 8,0 km a ovest di Rock Port.